# کت وایتهیل
کت وایتهیل (انگلیسی: Cat Whitehill؛ زادهٔ ۱۰ فوریهٔ ۱۹۸۲) یک بازیکن فوتبال اهل ایالات متحده آمریکا است.
از باشگاه‌هایی که در آن بازی کرده‌است می‌توان به آتلانتا بیت و مجیک جک اشاره کرد.
وی همچنین در تیم ملی فوتبال ایالات متحده آمریکا بازی کرده‌است.